# Tổng Công ty Xây dựng Trung Quốc
Tổng Công ty Xây dựng Trung Quốc hay Tổng Công ty Xây dựng Quốc gia Trung Quốc (tiếng Trung: 中国建筑工程总公司, Hán Việt: Trung Quốc Kiến trúc Công trình Tổng Công ty, tiếng Anh: China State Construction Engineering Corporation, viết tắt CSCEC) là một trong các doanh nghiệp xây dựng và nhà thầu quốc tế lớn nhất tại Cộng hoà Nhân dân Trung Hoa, là nhà thầu cho nhiều dự án lớn tại Mỹ, châu Âu, châu Á và châu Phi. Tại Việt Nam, Nhà thầu này từng bị đưa vào danh sách "đen" của các nhà thầu quốc tế (nhà thầu bỏ giá siêu rẻ để trúng thầu song không hoàn thành công việc).
Ngày 14 tháng 1 năm 2009, nhà thầu này đã bị Ngân hàng Thế giới thông báo cấm tham gia tất cả các dự án do ngân hàng tài trợ trên toàn thế giới sau khi bị phát hiện vụ việc liên quan đến hối lộ trong một dự án tại Philippines. Công ty này cũng để lại nhiều vụ thi công gây ra các sự cố nghiêm trọng tại Việt Nam với những dự án chậm trễ và thiệt hại hàng trăm triệu USD.

## Lịch sử
Tổng Công ty Xây dựng Trung Quốc được thành lập năm 1982. Năm 2002, tạp chí thương mại quốc tế Engineering News-Record (ENR) xếp công ty này vào hạng 16 trong số các nhà thầu quốc tế lớn nhất thế giới, xếp hạng 10 trong số những công ty lớn nhất Trung Quốc về doanh thu, thứ 12 về tổng tài sản. Thời điểm tháng 6 năm 2002, công ty lượng vốn lên đến 74,1 tỷ nhân dân tệ, vượt xa các công ty xây dựng lớn nhất ở Trung Quốc. Kể từ khi thành lập, tổng giá trị hợp đồng của CSCEC ước tính khoảng 502,6 tỷ nhân dân tệ (28% ở nước ngoài), tổng doanh thu 434,7 tỷ nhân dân tệ (30% ở nước ngoài). Đến cuối tháng 6 năm 2002, tổng tài sản của CSCEC lên đến 74,1 tỷ nhân dân tệ. Năm 2006, doanh thu hợp nhất hàng năm vào khoảng 117 tỷ nhân dân tệ (tương đương với 11,2 tỷ euro).

## Hoạt động
Lĩnh vực hoạt động chính của Tổng Công ty là quy hoạch và thiết kế, phát triển dự án, cho thuê thiết bị, mậu dịch, xây dựng và quản lý cơ sở vật chất.
Hơn 66 dự án xây dựng do CSCEC thực hiện đã nhận được Giải thưởng Lỗ Ban, giải thưởng cao nhất trong ngành xây dựng Trung Quốc, ngoài ra CSCEC còn giành được 27 Giải thưởng Khoa học và Công nghệ Tiên tiến Quốc gia, bao gồm 3 giải nhất.
CSCEC đã xây dựng nhiều chi nhánh và công ty con, chia thành năm chi nhánh chính và mười hai khu vực kinh doanh tại các trung tâm lớn, bao gồm 8 văn phòng của các tập đoàn xây dựng và 4 viện thiết kế cùng các phòng thí nghiệm nghiên cứu quốc gia. Vào cuối năm 2002, CSCEC có tổng cộng 122.500 nhân viên, trong đó gồm 62.300 nhân viên và 500 sinh viên tốt nghiệp Học viện Kỹ thuật Trung Quốc.
CSCEC có một công ty con là Tổng Công ty TNHH Cổ phần Xây dựng Trung Quốc (tiếng Trung: 中国建筑股份有限公司, nghĩa: Công ty trách nhiệm hữu hạn cổ phần Kiến trúc Trung Quốc, tiếng Anh: China State Construction Engineering Corporation Limited), thành lập vào năm 2007. Công ty này được niêm yết trên Sở Giao dịch Chứng khoán Thượng Hải (SSE: 601668) trong năm 2009 với giá phát hành lần đầu ra công chúng là 4,18 nhân dân tệ cho mỗi cổ phiếu. Tại thời điểm kết thúc phiên giao dịch đầu tiên, các cổ phiếu đạt 6,91 nhân dân tệ, cao hơn 65.3% so với giá phát hành. Đây là giá phát hành lần đầu ra công chúng cao nhất thế giới trong năm 2009, huy động được 50,16 tỷ nhân dân tệ (hơn 7,3 tỷ USD). Tính riêng nửa đầu năm 2009, lợi nhuận thuần của CSCEC là 2,2 tỷ nhân dân tệ.

## Dự án tham gia
Năm 2011, với tổng kinh phí xây dựng 7,2 tỷ USD, Trung Quốc xây dựng một trong những dự án xây dựng cầu tốn kém nhất thế giới bắc qua Vịnh San Francisco. Ngoài các dự án trong nước như nhà chọc trời tại Bắc Kinh và Thượng Hải, Sân vận động Tổ Chim và Nhà hát Quảng Châu, mạng lưới tàu cao tốc Trung Quốc, nhà thầu này cũng tham gia xây dựng đường sá và cảng biển tại châu Phi và tại các quốc gia đang phát triển, các dự án xây dựng và thiết kế lớn tại Mỹ và châu Âu. Riêng tại Mỹ các dự án bao gồm 7 trường học, các khu nhà chung cư tại Washington DC và New York và sòng bạc 4.000 phòng tại thành phố Atlantic, dự án nhằm cải tạo hệ thống tàu điện ngầm New York và nhiều dự án lớn khác. Tại châu Âu, Trung Quốc đã các ký hợp đồng xây dựng cầu đường với Serbia, thắng thầu một dự án trị giá 345 triệu USD cải tạo và nâng cấp một nhà máy điện đốt than của Serbia cùng mạng lưới điện thoại di động mới tại Hungary.
Công ty này cũng có nhiều dự án xây dựng nhà ở trị giá 17,6 tỷ nhân dân tệ (tương đương 2,66 tỷ USD) tại Lybia. Các dự án này đang bị đe dọa do bối cảnh bất ổn của quốc gia này, khiến các tập đoàn quốc doanh Trung Quốc đã phải sơ tán lao động về nước. Tính đến thời điểm tháng 3 năm 2011, tất cả các dự án của CSCEC đã bị đình lại và việc sơ tán lao động gây ra nhiều thiệt hại tài chính cho phía công ty.

## Tai tiếng
Tháng 6 năm 2011, Trung Quốc bị sa thải khỏi dự án xây dựng lớn đầu tiên tại châu Âu là tuyến đường cao tốc mới tại Ba Lan khi một công ty xây dựng quốc doanh của Trung Quốc không thể trả nổi lương cho công nhân. Trước đó, công ty này đã thắng gói thầu dự án do chính phủ Ba Lan đưa ra với giá thấp hơn 44%.
CSCEC là một trong 4 công ty Trung Quốc bị cấm tham gia đấu thầu cho các dự án được Ngân hàng Thế giới tài trợ trong thời gian 6 năm. Đây là kết quả của một cuộc điều tra tham nhũng trong quá trình đấu thầu dự án đường bộ ở Philippines. Quyết định này được Ngân hàng Thế giới công bố vào ngày 14 tháng 1 năm 2009. Chính phủ Trung Quốc đã kêu gọi xem xét lại chi tiết cuộc điều tra. Người phát ngôn của Hiệp hội Nhà thầu quốc tế Trung Quốc (CHINCA) cho biết sẽ tiếp tục kháng cáo Ngân hàng Thế giới và bảo vệ quyền thực hiện các biện pháp cần thiết, bao gồm được giải trình các yêu cầu của công ty và được cung cấp các chứng cứ.
Ngân hàng Thế giới bác bỏ lời giải thích và tước quyền luật sư bào chữa của CSCEC. Trước đó, Ngân hàng Thế giới phát hiện ra rằng CSCEC và ba công ty khác của Trung Quốc thông đồng đấu thầu trong dự án cải tiến đường bộ quốc gia Philippines trị giá 33 triệu USD nên đã đưa công ty này vào danh sách đen. Việc này làm ảnh hưởng đến công tác của các doanh nghiệp thuộc CSCEC không chỉ tại Philippines mà còn ở các nước khác. Tháng 3 cùng năm, Việt Nam đã đình chỉ công tác của CSCEC đối với gói thầu 85 triệu USD thuộc dự án nạo vét và nâng cấp kênh Nhiêu Lộc-Thị Nghè do Ngân hàng Thế giới tài trợ.
Công ty này đã để lại nhiều vụ thi công gây ra các sự cố nghiêm trọng tại Việt Nam với những dự án trọng điểm như nâng cấp kênh Nhiêu Lộc-Thị Nghè thiệt hại hàng trăm triệu USD vay từ vốn ODA, sập dàn giáo chết người tại Hà Nội, sập sàn bê tông trung tâm thương mại tại Khu đô thị Phú Mỹ Hưng, các công trình đường sá xuống cấp trong thời gian ngắn sau khi thi công, các gói thầu cầu đường dang dở ở miền Tây. Đặc điểm chung của các dự án nhiều thiệt hại là trúng thầu giá thấp do CSCEC đưa ra, sau đó thi công trì hoãn, chậm tiến độ, buộc chủ đầu tư cắt hợp đồng, đấu thầu lại. Tuy nhiên nhà thầu này vẫn được hưởng lợi cao từ phần việc đã thi công. Một số bê bối khác như trì hoãn ký hợp đồng với người lao động, không đóng bảo hiểm cho công nhân, làm sai và không giao hợp đồng cho người lao động đồng thời vi phạm nhiều quy định về pháp luật lao động khác từ năm 2007.